# مسجد مجتهد
مسجد مجتهد (۶۳ ستون) مربوط به دوره قاجار است و در تبریز، جنب غربی بازار واقع شده و این اثر در تاریخ ۷ مهر ۱۳۸۱ با شمارهٔ ثبت ۶۲۱۶ به‌عنوان یکی از آثار ملی ایران به ثبت رسیده است.
آدرس: تبریز، جانب غربی مسجد جامع، روبروی بازار تجاران